# E-Side 2
E-Side 2 ist der Titel der vierten EP des japanischen Popmusik-Duos Yoasobi und nach E-Side die zweite EP mit englischsprachigen Liedern, die am 18. November 2022 über Sony Music Entertainment Japan lediglich auf digitaler Ebene als Musikdownload und Streaming veröffentlicht wurde.
Die EP umfasst acht Titel mit einer gesamten Spiellänge von 27 Minuten und 26 Sekunden. Als Singles wurden vorab die englischsprachigen Neuinterpretationen der Lieder Tsubame und Shukufuku veröffentlicht. E-Side 2 erreichte eine Notierung in den kombinierten Albumcharts von Oricon und den Hot-Album-Charts des japanischen Ablegers von Billboard.

## Hintergrund und Veröffentlichung
Am 12. November des Jahres 2021 veröffentlichten Yoasobi mit E-Side ihre erste EP mit englischsprachigen Neuinterpretationen bereits veröffentlichter Lieder des Duos auf digitaler Ebene als Musikdownload und Streaming. Dem ging die Veröffentlichung vierer englischsprachiger Neuinterpretation voraus: Into the Night (Yoru ni Kakeru), RGB (Sangenshoku), Monster (Kaibutsu) und Blue (Gunjō). Diese erreichte Platz 19 der kombinierten Albumcharts von Oricon und den neunten Platz in den Hot-Albums-Charts des japanischen Ablegers des Billboard-Magazins.
Am 4. November 2022 veröffentlichte das Duo eine englischsprachige Neuinterpretation ihres Liedes Tsubame unter dem Titel The Swallow. Fünf Tage später wurde mit The Blessing die englischsprachige Version des Liedes Shukufuku veröffentlicht. Diese Version ist außerdem auf der Single-CD zu finden. Am gleichen Tag wurde die Veröffentlichung der EP E-Side 2 für den 18. November gleichen Jahres angekündigt. Die EP erschien am besagten Tag gemeinsam mit dem Lied Umi no Manimani, der dritten Single der Hajimete-no-EP.
Die Lieder wurden von Konnie Aoki teilweise in Zusammenarbeit mit BFNK ins Englische übersetzt.

## Titelliste
| Nr. | Titel (englisch)     | Originaltitel                                   | Länge | Anmerkungen                  |
| --- | -------------------- | ----------------------------------------------- | ----- | ---------------------------- |
| 1   | The Blessing         | 祝福 Shukufuku                                  | 3:12  | 2. Single                    |
| 2   | If I Could Draw Life | もしも命が描けたら Moshi mo Inochi ga Egaketara | 3:22  |                              |
| 3   | Romance              | 大正浪漫 Taishō Roman                           | 2:46  |                              |
| 4   | The Swallow          | ツバメ Tsubame                                  | 3:37  | 1. Single featuring Midories |
| 5   | Halzion              | ハルジオン Harujion                             | 3:18  |                              |
| 6   | Just a Little Step   | もう少しだけ Mō Sukoshi Dake                    | 3:39  |                              |
| 7   | Haruka               | ハルカ Haruka                                   | 4:02  |                              |
| 8   | Love Letter          | ラブレター Raburetā Originaltitel: Loveletter   | 3:30  |                              |

## Erfolg
E-Side 2 erreichte Platz 42 der kombinierten Albumcharts und Platz zwei der Digital-Albumcharts, die beide von Oricon ermittelt und publiziert werden. In den Hot-Albums-Charts des japanischen Ablegers von Billboard landete die EP auf Platz zehn. In den Downloadcharts von Billboard Japan erreichte E-Side mit Platz zwei seine Höchstposition hinter dem Album Lander der japanischen Sängerin LiSA.